# José Luis Dalmau
José Luis Dalmau Santiago (19 de septiembre de 1966) es un abogado y político puertorriqueño. Es el actual Presidente del Senado de Puerto Rico.

## Primeros años y estudios
Nació en Caguas, Puerto Rico el 19 de septiembre de 1966. Sus padres son José Luis Dalmau Rodríguez y Diana Iris Santiago Casanova. Es el mayor de tres hermanos, una mujer, Diana Dalmau Santiago y otro varón, José Ulises Dalmau Santiago. Cursó sus grados primarios y secundarios en el Colegio Notre Dame en Caguas, del cual se graduó en el 1984. Ingresó a la Universidad de Puerto Rico, Recinto de Río Piedras, donde obtuvo un Bachillerato en Ciencias Naturales con concentración en Biología. Luego, emprendió sus estudios de leyes en la Facultad de Derecho Eugenio María de Hostos en Mayagüez; obteniendo su título de Juris Doctor en el 1997.

## Carrera política

### Comienzos en la vida política
Dalmau comenzó a participar activamente en la política a los trece años y a los dieciséis años fue líder de la juventud en su urbanización. Fue Presidente Interino de la Juventud Popular de Caguas. Fue director de la avanzada del entonces Alcalde, Hon. Ángel O. Berríos. Además, fue miembro del equipo de campaña Caguas para el Plebiscito de 1992 y el Plebiscito de 1994, director de avanzada del Alcalde Willie Miranda Marín en 1996, Ayudante Coordinador Electoral de las Elecciones en los años 88, 92 y 96 y Ayudante Coordinador Electoral de los Plebiscitos de los años 91, 93 y 94. 
De 1991 a 1992 fue Ayudante Especial del Presidente de la Cámara, Hon. José R. Jarabo y Ayudante del Representante Juan Corujo Collazo. Además, laboró en la Oficina de Asuntos Legales del Municipio de Caguas como asesor legal y fue Subdirector del Campamento de Orgullo Criollo que se desarrolló para jóvenes desertores escolares de Caguas.

### Senador
El 7 de noviembre de 2000, José Luis Dalmau Santiago, a la edad de 34 años, fue elegido Senador del Distrito de Humacao al igual que su compañero de papeleta, Sixto Hernández. En el 2001, Fue seleccionado unánimemente por sus compañeros senadores en su primer término para ocupar el cargo de Portavoz de la Mayoría del Partido Popular Democrático en el Senado de Puerto Rico bajo la Presidencia de Antonio Fas Alzamora. Fue Presidente de la Comisión de Reglas y Calendario y de la Comisión de Vivienda durante el . Además, fue Presidente de la Comisión Especial de la Reforma Legislativa.
El 2 de noviembre de 2004, su Distrito Senatorial lo revalida como senador del Distrito de Humacao y a pesar de la derrota del Partido Popular Democrático (PPD) en las elecciones generales del 2004, es elegido como Portavoz de la Delegación del PPD en el Senado, esta vez en minoría. La minoría en el Senado, representaba los intereses del Poder Ejecutivo en ese cuerpo legislativo, después de la victoria cerrada del entonces candidato, Aníbal Acevedo Vila sobre el Exgobernador Pedro Roselló González, en donde tuvieron que ir a los tribunales.
En el año 2006, el compañero senador, Hernández, fue nominado por el Gobernador Acevedo Vila para Juez del Tribunal Apelativo de Puerto Rico, Luego de su confirmación en el Senado, Hernández fue reemplazado por Jorge Suárez Cáceres. A pesar, de ambos ser derrotados en las elecciones generales del 2008, ambos ganaron su silla como senador gracias a la Ley de Minoría de la Constitución del Estado Libre Asociado de Puerto Rico, durante ese cuatrienio se desempeñó como senador por Acumulación. Al finalizar su término en el 2012, se convirtió en el tercer senador en ser electo tres veces consecutivas como Portavoz de su partido en el Senado de Puerto Rico, igualando la marca con Luis Negrón López y Gilberto Rivera Ortíz, ambos del Partido Popular Democrático. Además, se convirtió en el cuarto senador en ocupar el puesto de Portavoz por 12 años, a la lista antes mencionada se une Rubén Berrios, del Partido Independentista Puertorriqueño (PIP).
El 6 de noviembre de 2012, es elegido para el Senado de Puerto Rico nuevamente como representante del Distrito de Humacao, en conjunto con Jorge Suárez Cáceres, En el año 2013, es electo por sus compañeros como el vicepresidente del Senado de Puerto Rico, bajo la Presidencia de Eduardo Bhatia Gautier. Durante su término, es Presidente de la Comisión de Salud y Nutrición y de la Comisión Especial para investigar la implementación del "Programa Comprensivo de Desarrollo Profesional para Certificación y Re-Certificación por Materia de Enseñanza” (CRECE-21).

## Vida personal
Está casado con Margie Rosario Lugo con quien procreó dos hijos, José Luis y José Juan.
El apellido Dalmau está relacionado con la política, y no es para menos. Comenzando con su primo, Juan Dalmau, uno de los grandes líderes del Partido Independentista Puertorriqueño (PIP) y Candidato a la Gobernación de Puerto Rico en las elecciones del 2008, actualmente es Candidato a Senador por Acumulación. Otro primo de Dalmau Santiago y hermano de Juan Dalmau, Carlos Dalmau estuvo a cargo de la campaña de Aníbal Acevedo Vilá. El apellido sigue relacionado con la política y esta vez hablamos de, Daly Dalmau, quien estaba casada con el entonces Alcalde de Carolina, José Aponte de la Torre. Luego de la muerte de Aponte de la Torres, su hijo, José Aponte Dalmau le sigue sus pasos y toma el cargo de Alcalde de Carolina. En el 2012, otro primo y el hermano del Alcalde de Carolina, Javier Aponte Dalmau, es elegido miembro de la Cámara de Representantes de Puerto Rico por el Distrito 38, Carolina, Trujillo Alto and Canovanas.  Por último, el hermano del Dalmau Santiago, Ulises, se postuló en las Primarias del PPD en el 2008 y 2016 para Representante por Acumulación, pero no logró el favor de los populares.

## Historial electorales
| Elección | Cargo                              | Partido | Partido | Votos   | %     | Posición | Resultado |
| -------- | ---------------------------------- | ------- | ------- | ------- | ----- | -------- | --------- |
| 2000     | Senador por el distrito de Humacao |         | PPD     | 125,547 | 24.2  | 1.º      | Electo    |
| 2004     | Senador por el distrito de Humacao |         | PPD     | 119,859 | 24.4  | 1.º      | Reelecto  |
| 2008     | Senador por el distrito de Humacao |         | PPD     | 115,612 | 23.7  | 3.º      | Derrotado |
| 2012     | Senador por el distrito de Humacao |         | PPD     | 118,581 | 26.4  | 1.º      | Reelecto  |
| 2016     | Senador por el distrito de Humacao |         | PPD     | 88,739  | 24.74 | 1.º      | Reelecto  |
| 2020     | Senador por acumulación            |         | PPD     | 71,896  | 5.94  | 6.º      | Reelecto  |
| 2024     | Senador por acumulación            |         | PPD     | 86,097  | 7.79  | 4.º      | Reelecto  |

1. ↑  Electo senador por acumulación adicional.